# 跡見泰
跡見 泰（あとみ ゆたか、1884年〈明治17年〉5月23日 - 1953年〈昭和28年〉10月22日）は、東京府（現・東京都）出身の洋画家。浦和画家のひとり。

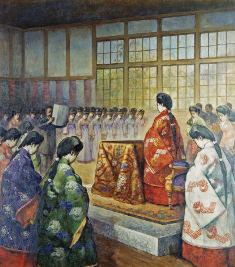
跡見泰 筆聖徳記念絵画館壁画「華族女学校 行啓」（1927年）

## 人物
日本画家で跡見女学校（現・跡見学園女子大学）創設者の跡見花蹊の甥にあたる。東京美術学校卒業後は黒田清輝の指導を受ける。文展、帝展、日展と官展に出品し、無鑑査から委嘱へと次第に重きをなしていった。関東大震災後、浦和町（1934年に浦和市、現さいたま市浦和区）に移住し、浦和画家の一人として名を連ねる。高田誠を指導した。

## 経歴
- 1884年（明治17年）5月23日 - 神田猿楽町に生まれる。
- 1903年（明治36年） - 東京美術学校西洋画科を卒業。
- 1906年（明治39年） - 白馬会の会員となる。
- 1912年（明治45年） - 白馬会解散、中沢弘光、三宅克己らと光風会を創設。
- 1922年（大正11年） - パリへ遊学。
- 1924年（大正13年） - 浦和画家の集う埼玉県浦和町鹿島台へ移住。
- 1927年（昭和2年） - 明治神宮絵画館に初の壁画「華族女学校行啓」を描く。
- 1953年（昭和28年） - 69歳没。